# Schellingwouderpark

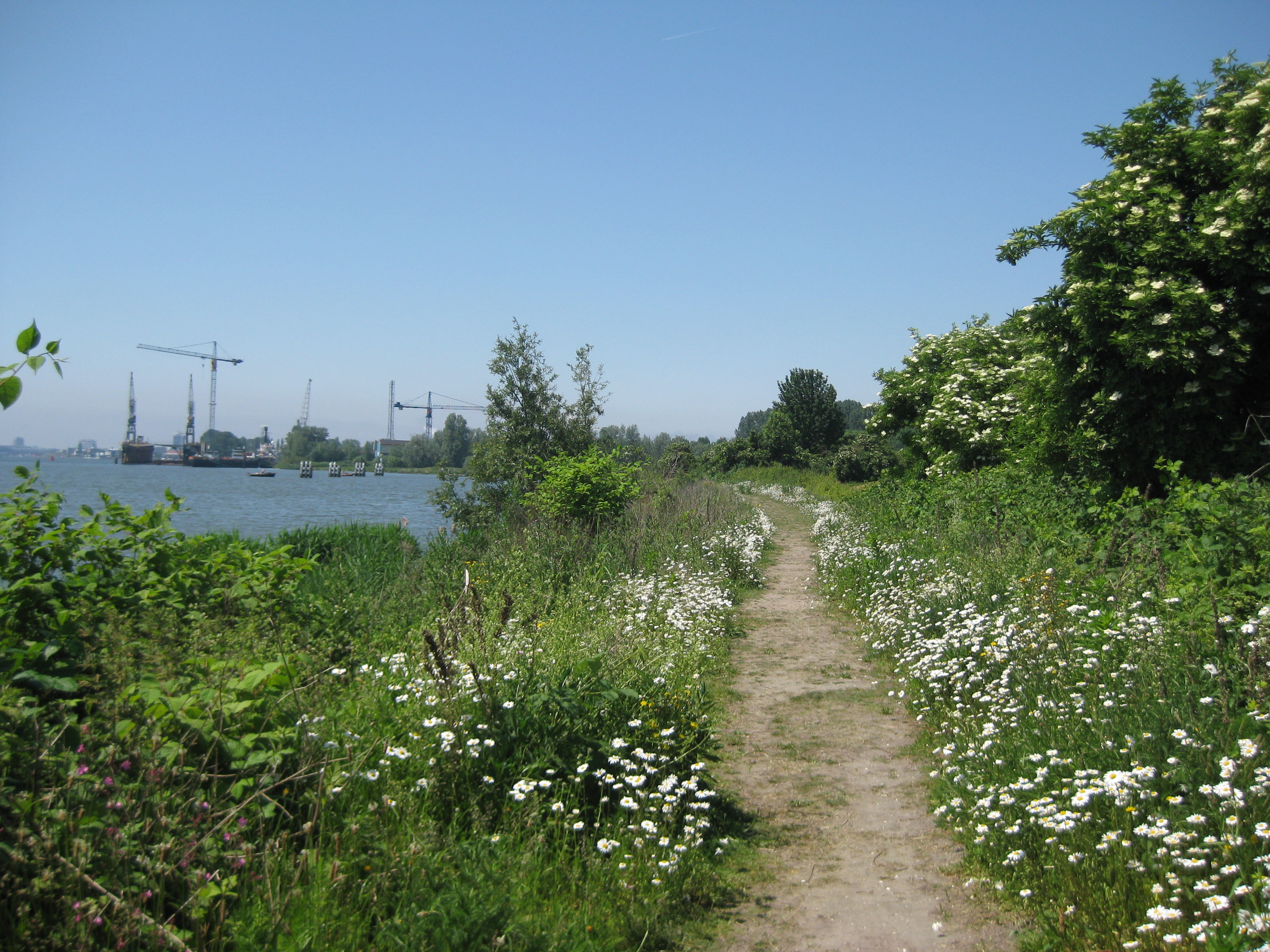
Het Schellingwouderpark met zicht op de Oranjewerf

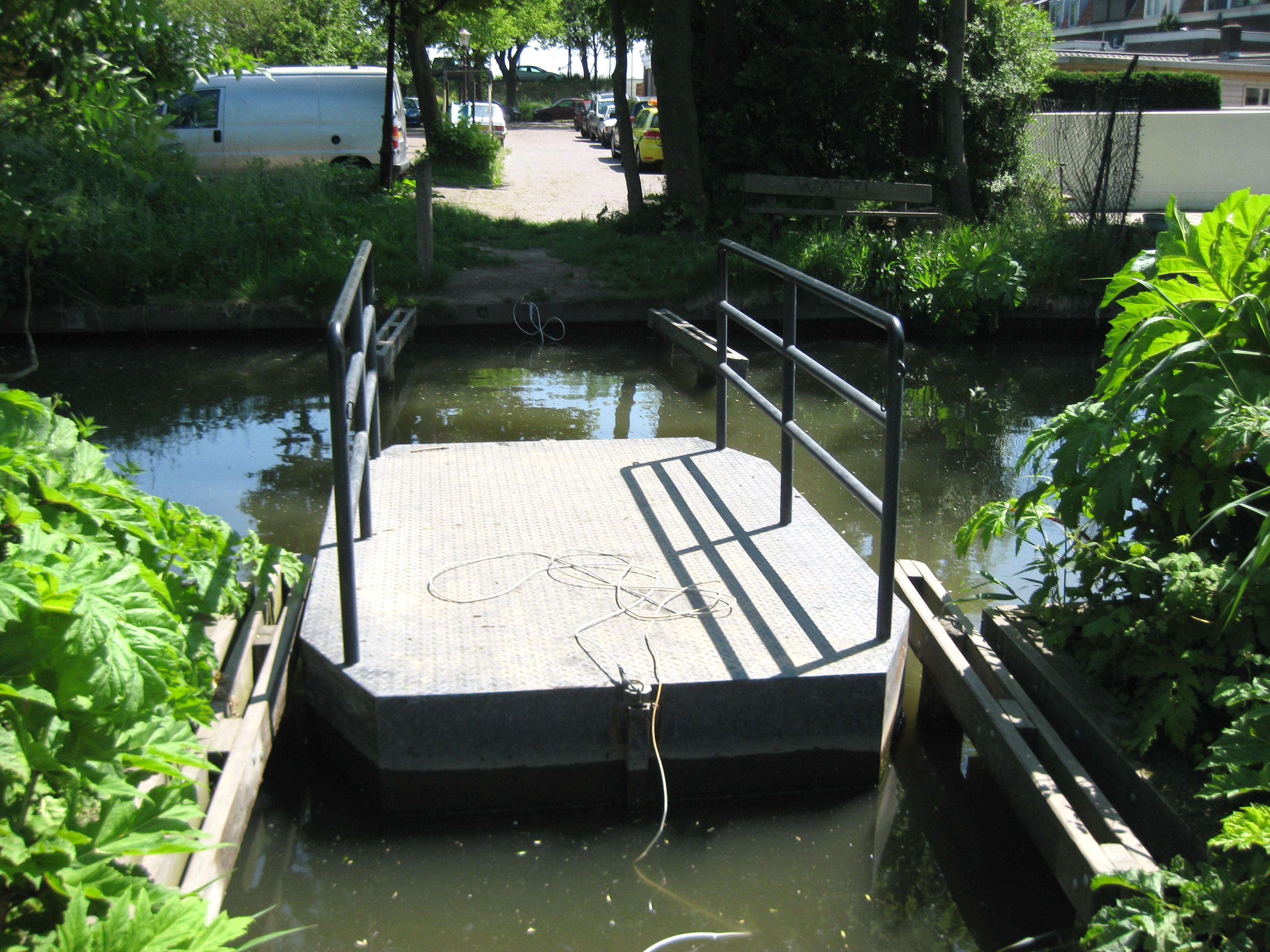
Een trekpontje geeft aan de oostzijde toegang tot het park

Het Schellingwouderpark is een stadspark in Amsterdam-Noord. Het werd in januari 2010 geopend. Het park van ongeveer 10 hectare groot is gesitueerd aan de noordoevers van het IJ, tussen de Oranjesluizen en de Oranjewerf. Aan de noordzijde liggen de Schellingwouderdijk en de Nieuwendammerdijk. De ten noorden van het park gelegen Schellingwouderbreek vormt sindsdien één geheel met het park, maar maakt er geen deel van uit.

## Natuur
Het park is onderdeel van het natuurproject "van IJ tot Gouw" dat als doel heeft de ecologische relatie tussen het IJmeer en Waterland te versterken. Voorts is het een deel van de Schellingwouderscheg, de verbinding tussen stedelijk en landelijk Amsterdam-Noord. Er worden ijsvogelwanden en overwinteringsplaatsen voor de ringslang, de Noordse woelmuis en libellen gemaakt.